# Beffroi de Courthézon
Le beffroi de Courthézon est un beffroi situé à Courthézon, dans le Vaucluse. 

## Histoire
Le beffroi est la tour de l'horloge de la maison consulaire de la ville, tenant lieu de mairie jusqu'au transfert de l'administration municipale au château de Val-Seille, en 1956. Cette maison commune a été offert à la collectivité par Monsieur de Panisse, maître d’hôtel de Louis XII, au XVe siècle. En 1999, la maison consulaire devient une crèche municipale. La tour, qu'en à elle, est coiffée d'un campanile en 1653.
Le beffroi est inscrit au titre des monuments historiques depuis le 12 septembre 1952.